# Klimatisierung von Fahrzeugen

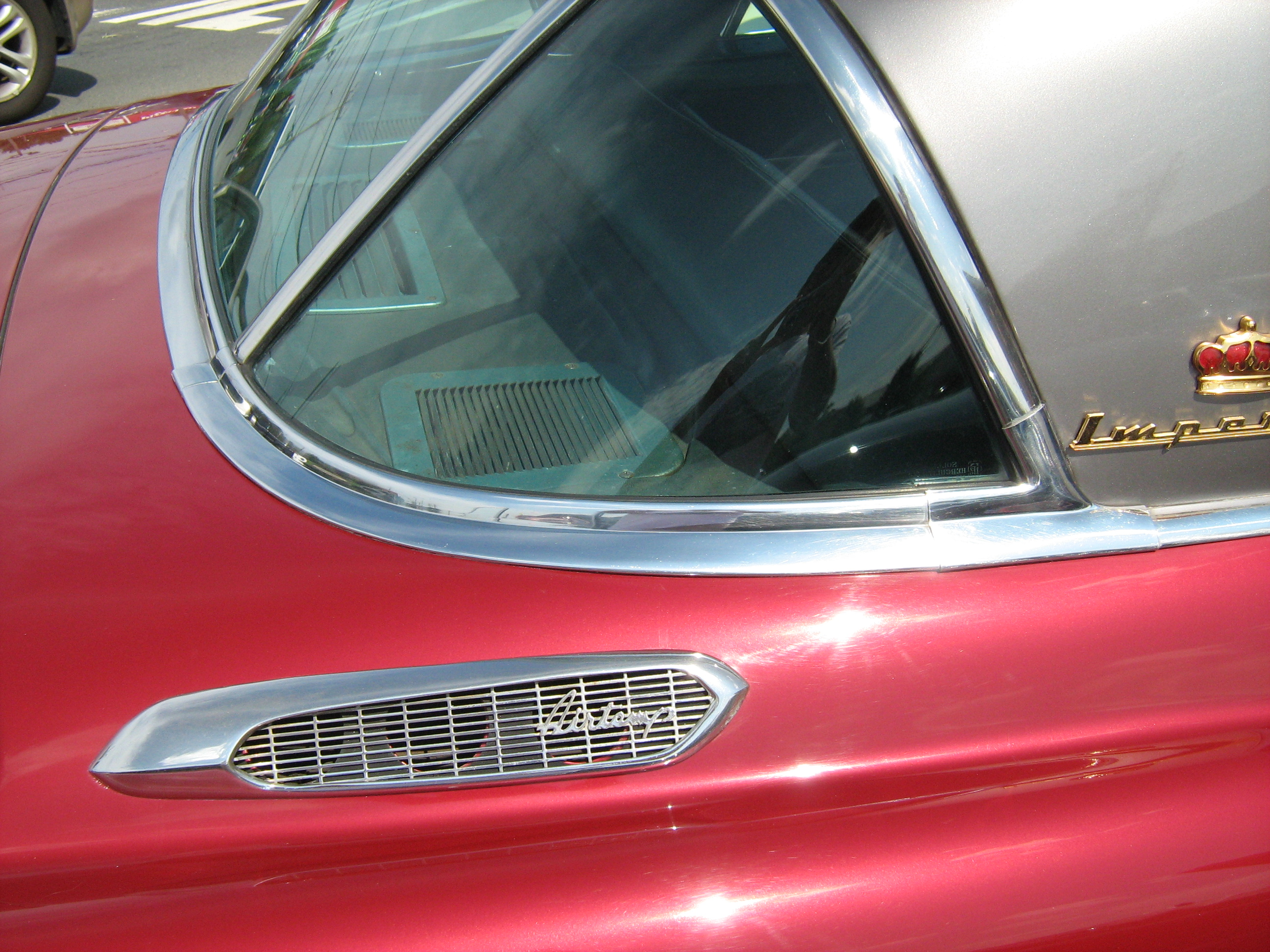
Chrysler Imperial von 1953 mit Airtemp-System.

Die Klimatisierung von Fahrzeugen kann durch mehrere Maßnahmen erreicht werden: Einleitung von Fahrtwind, Lüftungsanlagen, Fahrzeugheizung und/oder Klimaanlagen.

## Kraftfahrzeuge

### Allgemeines
Klimaanlagen sollen über den Klimaanlagenverdampfer (engl. aircon evaporator) die Luft im Fahrzeuginnenraum in einen angenehmen Temperatur- und Feuchtebereich bringen bzw. halten. Dazu kann Außenluft auf dem Weg in den Fahrzeuginnenbereich gefiltert, mit Innenluft vermischt, gekühlt oder erwärmt werden. Die letzten beiden Stufen können bei regelmäßig gewarteten Klimaanlagen zum Entzug von Feuchtigkeit dienen, was speziell in den kühlen Jahreszeiten hilft, von innen beschlagene Scheiben zu vermeiden, was die Sicht verbessern und somit die Verkehrssicherheit erhöhen kann. Doch gerade zu hohe Temperaturen, können die Konzentration sowie das Reaktionsvermögen reduzieren. Studien zufolge werden dank Klimaanlagen in Kraftfahrzeugen 22 % der Unfälle verhindert. Oftmals ist demnach ausschließlich die Funktion „kühlen“ der Klimaanlage zugeordnet. Kann eine Anlage nicht aktiv kühlen, wird sie im Fahrzeug als Heizung bezeichnet.
Die erste voll funktionsfähige Klimaanlage nach heutigem Prinzip soll von W. H. Carrier 1911 erfunden worden sein. Im Bereich der Klimaanlagen im Automobil wurden diese zuerst 1938 von Nash und im selben Jahr auch von Studebaker eingebaut. Der grundsätzliche Aufbau ist seitdem im Wesentlichen unverändert, die Ansteuerung und Ausprägung sind jedoch immer weiter verbessert worden. Im Oberklassesegment waren Klimaanlagen in großen Stückzahlen seit den späten 1960er Jahren anzutreffen, heute gehören sie oft zur Basisausstattung vieler Fahrzeuge oder sind als Ausstattungsoption erhältlich.

### Klimasysteme

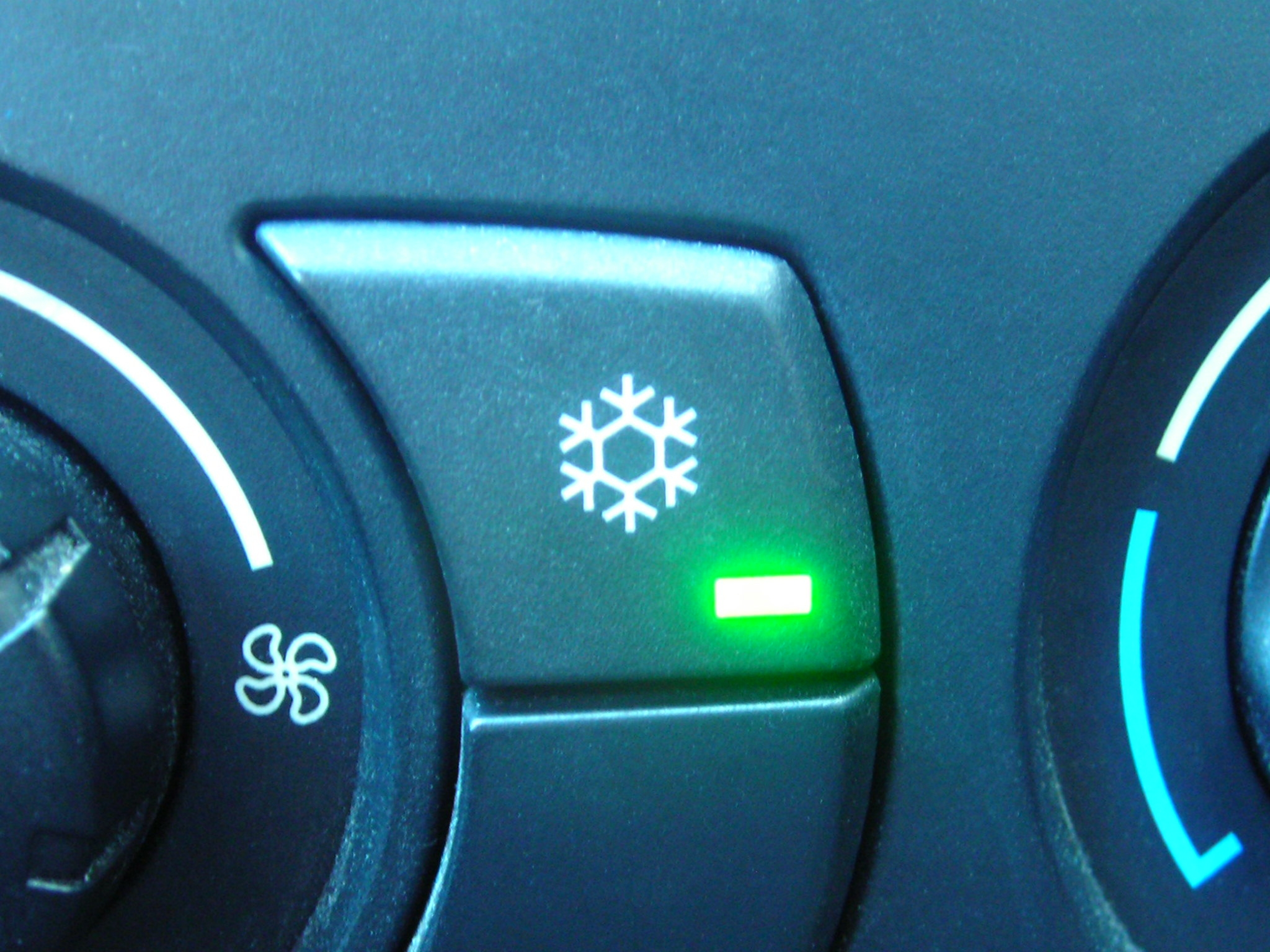
Taster mit Funktionsbeleuchtung und Drehsteller zum Einstellen der Luftmenge und Temperatur einer Klimaanlage (BMW)

Käufer können meist zwischen zwei Klimasystemen wählen: der manuell regelbaren Klimaanlage und der selbstregelnden Klimaautomatik.
- Bei der manuellen Variante kühlt die Anlage nur in der jeweils eingestellten Stufe. Kühlt der Fahrzeuginnenraum nun im Betrieb zu weit ab, muss manuell nachjustiert werden. Auch können wechselnde Umgebungsverhältnisse (z. B. Tunnelfahrt oder sich ändernde Sonnenstrahlung) eine manuelle Anpassung der Kühlstufe erforderlich machen.
- Bei der Klimaautomatik hingegen stellt der Bediener die gewünschte Temperatur ein und die Technik sorgt (z. B. mit Hilfe von Temperatursensoren im Innenraum) für das Erreichen und das Beibehalten dieser Temperatur durch automatische Regelung der Kühlleistung. Detektieren Sensoren eine Abweichung von der eingestellten Temperatur, wird die Kälteleistung automatisch angepasst.

Durch die Funktionsart arbeitet eine Klimaautomatik meist effizienter, was zu einer Reduzierung des Kraftstoffverbrauchs führt: Nur die jeweils erforderliche Leistung wird von der Anlage abgerufen, der (häufig) unnötige Dauerbetrieb wird vermieden.
Moderne Klimaanlagen regeln neben der Innenraumtemperatur auch die Luftmenge (durch automatische Wahl der Gebläsestufe) und die Luftverteilung (durch Ansteuern der verschiedenen Luftauslässe im Fußbereich, Personenanströmer oder die der Fensterscheibe). Einige Anlagen nutzen für eine verbesserte Regelung einen Sonnenstandssensor (auch: Solarsensor). Dieser ermittelt Einstrahlrichtung und -stärke der Sonnenstrahlung und führt zu einer Abkühlung der betroffenen Seite des Fahrzeugs oder des gesamten Fahrzeuginnenraums, um den Wärmeeintrag durch die Sonne zu kompensieren. Manche Fahrzeuge besitzen eine automatische Umluftfunktion, die bei schlechter Außenluft aktiviert wird oder schalten bei Einlegen des Rückwärtsgangs vorübergehend auf Umluftbetrieb, um das Ansaugen der eigenen Abgase zu vermeiden.
Eine erweiterte Variante stellt vor allem in hochklassigeren Fahrzeugen die Mehrzonen-Klimaanlage dar: Sie ermöglicht eine separate Einstellung für Fahrer und Beifahrer, bei einigen können auch für den Fondbereich separate Einstellungen vorgenommen werden.

### Funktion
Eine Kompressionsklimaanlage funktioniert wie ein Kühlschrank: Eine verdampfende Flüssigkeit erzeugt Verdampfungskälte (ähnlich der Verdunstungskälte) oder ein expandierendes Gas erzeugt Expansionskälte. Mit diesem kontinuierlich erzeugten Kühlungsprozess wird über einen Wärmetauscher das Sekundärmedium Innenraumluft abgekühlt. Im Alltagsgebrauch ist dieser Effekt bspw. beim Leeren einer Sprühdose erlebbar, wobei die entstehende Verdampfungskälte des Treibmittels der Sprühdose Wärme entzieht und diese dadurch abkühlt. Dieser Effekt wird in der Klimaanlage mit Hilfe eines Kältemittels (innerhalb eines geschlossenen Systems) kontinuierlich erzeugt. Das danach gasförmige bzw. ausgedehnte Kältemittel muss im Kreislauf wieder komprimiert und verflüssigt werden, wobei Hitze entsteht (mehr als der Kühlleistung im Innenraum entspricht; siehe Wärmepumpe). Diese Hitze wird vom Innenraum ferngehalten und an die Außenluft abgegeben.

#### Kältekreislauf im Klimaanlagen-Verdampfer

Kältekreislauf (Schema)

Das in einem geschlossenen Kreislauf und unter hohem Druck stehende flüssige Kältemittel wird durch ein Expansionsventil (Abb. Kältekreislauf (Schema), 2.) in einen Raum mit niedrigerem Druck (blauer Kreislaufteil) entspannt. Dabei wird das flüssige Kältemittel in den Verdampfer (3) eingespritzt, es kann sich ausdehnen und wechselt den Aggregatzustand zu gasförmig. Dieser Wärmetauscher ist in der Regel im Gebläsekasten hinter der Instrumententafel verbaut. Das Expansionsventil ist somit die Stelle, an der sich das Kältemittel in den Verdampfer entspannt und diesen abkühlt.
Das Kältemittel besitzt bei Normaldruck einen eher niedrigen Siedepunkt (ca. −23 °C) und verdampft hier bereits bei niedrigen Temperaturen. Die für die Kabine zu kühlende Luft, die zur Kraftstoffeinsparung hauptsächlich aus bereits abgekühlter Umluft und nur wenig warmer Außenluft besteht, wird nun außen an den Lamellen des Verdampfers im Gebläsekasten vorbeigeleitet. Die für den Verdampfungsprozess des Kältemittels notwendige Wärme im Verdampfer wird der vorbeiströmenden Luft entzogen und kühlt diese ab. Gleichzeitig kann die Luft durch Kondensation auch Feuchtigkeit abgeben, da kalte Luft weniger Feuchtigkeit binden kann als warme. Das entstehende Kondenswasser an den Lamellen des Verdampfers wird durch einen Schlauch nach außen geleitet. So erklären sich Wasserlachen aus Kondenswasser unter geparkten Fahrzeugen. Die abgekühlte Luft wird durch anschließende Erwärmung trockener und wird über die Ausströmer in den Fahrzeuginnenraum geleitet.
Das durch die Verdampfung im Verdampfer gasförmig gewordene Kältemittel wird nun zum Kompressor (4) weitergeleitet. Dieser sorgt auch für den Transport des Kältemittels im System. Der in der Regel vom Fahrzeugmotor durch Riemenantrieb angetriebene Kompressor saugt das gasförmige Kältemittel an und verdichtet es stark in den roten Kreislaufteil (ca. 15 bar). Dabei steigt die Temperatur des Kältemittels auf ca. 56 °C.
Danach wird das komprimierte, gasförmige und heiße Kältemittelgas in einem nachgeschalteten Kondensator (1) abgekühlt. Dabei wird der aufgrund des hohen Drucks deutlich über −23 °C liegende Taupunkt des Kältemittels unterschritten, so dass sich dieses (wieder) verflüssigt. Die dabei zusätzlich freiwerdende Kondensationsenthalpie wird an die Außenluft abgegeben, üblicherweise ähnlich wie beim Motorkühler. Daher ist der Kondensator im Regelfall im Karosserievorbau vor dem Motorkühler im Fahrtwind stehend verbaut und ähnelt diesem in Erscheinungsbild und Größe. In der Regel wird dieser durch einen Lüfter ergänzt, um z. B. bei Stau die nötige Wärmeabfuhr zu gewährleisten.
Bevor das Kältemittel nun wieder in den Verdampfer gelangt, wird dem Kältemittel in einem Filtertrockner (nicht eingezeichnet) gegebenenfalls eingeschlepptes Wasser und Verunreinigungen (z. B. Abriebteile vom Kompressor) entzogen. Das gereinigte und verflüssigte Kältemittel gelangt nun wieder zum Expansionsventil. Hier wird das flüssige Kältemittel in den Verdampfer eingespritzt. So schließt sich der Kreislauf aus Verdampfung und Kompression. Für einen optimalen Wärmetausch ist eine sehr große Verdampfer-Oberfläche entscheidend. Aus diesem Grund sind die sich windenden Leitungen mit feinen Lamellen versehen.

#### Kältekreis als Wärmepumpe
Vor allem in Elektrofahrzeugen, bei denen die Abwärme eines Verbrennungsmotors zur Innenraumbeheizung fehlt, wird meist auch der Kältekreis zur Innenraumbeheizung herangezogen (Wärmepumpenbetrieb).
Genau umgekehrt zum Betrieb als gewöhnliche Klimaanlage, entzieht im Wärmepumpenbetrieb der Verdampfer der Außenluft Wärme. Nach der Verdichtung wird die Wärme über den Kondensator in den Innenraum abgegeben.
Oft wird dabei nicht nur der Außenluft Wärme entzogen, sondern auch anderen wärmeabgebenden Komponenten, wie einer HV-Batterie. Die Verschaltung und Regelung des Kältekreises wird damit zunehmend aufwändiger.
Je nach Auslegung des Kältekreises kann dessen Heizleistung bei kalten Witterungsbedingungen nicht ausreichend sein, weshalb zusätzlich oft noch Zuheizer zum Einsatz kommen.

#### Klimaregelung
Fahrzeuge mit Klimaautomatik verfügen heute meist auch über eine Außentemperaturanzeige mit Frostwarner. Der von Fahrtwind, Motorabwärme und direkter Sonneneinstrahlung entkoppelt verbaute Temperatursensor versorgt auch die Klimaanlagensteuerung mit der Außentemperatur. Aus der Differenz zwischen der einstellbaren Sollkabinentemperatur (meist +16 °C bis +30 °C) und der gemessenen Außentemperatur wird automatisch zwischen Heiz- und Kühlbetrieb umgeschaltet sowie auch die anzufordernde Heiz- und Kälteleistung bestimmt.

#### Energieverbrauch

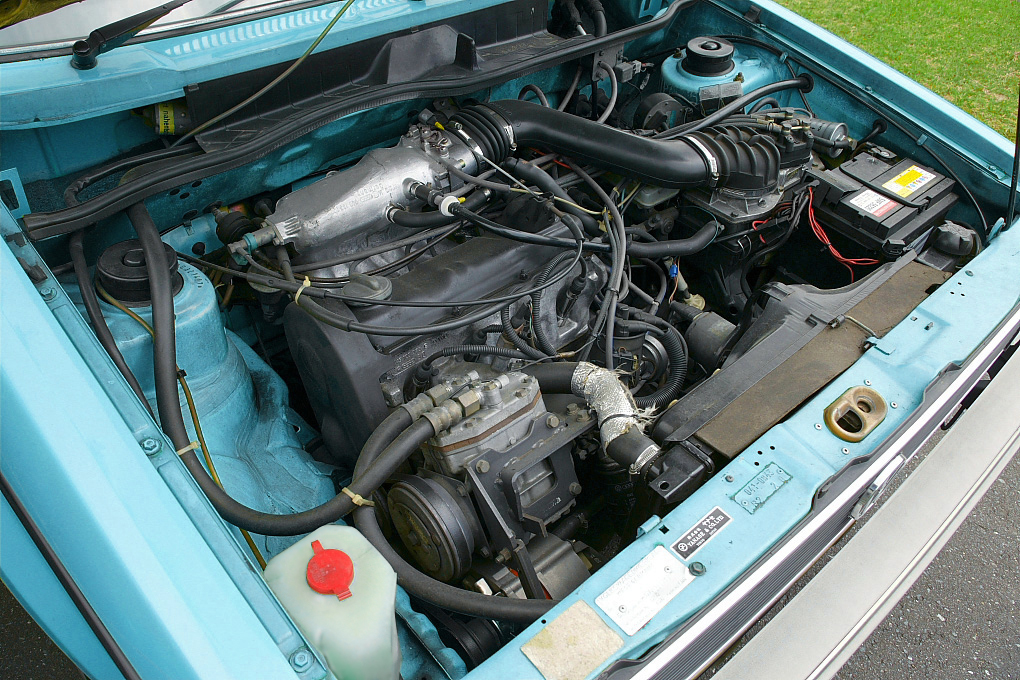
Der Klimakompressor erzeugt erheblichen Arbeitswiderstand, hier in einem Golf I

So lange die Klimaanlagensteuerung wenig oder gar keine Kälte anfordert, wird mit geeigneten Mitteln dafür gesorgt, dass der Kompressor weniger Druck aufbauen kann, somit widerstandsärmer über den Riemenantrieb mitläuft, den Verbrennungsmotor weniger belastet und damit ebenfalls weniger bis keinen zusätzlichen Kraftstoff verbraucht. Oft wird diese Funktion vom Expansionsventil übernommen, das dann nicht mehr vollständig schließt, sondern noch entsprechend geöffnet bleibt. Deshalb nennt man dieses Ventil auch Drossel. Der mechanische Leistungsbedarf des Pkw-Klimakompressors beträgt etwa 4 kW (BMW E28), er kann jedoch bei hohen Drehzahlen auf bis zu 11 kW ansteigen.
Moderne Fahrzeuge verfügen oft auch über ein sogenanntes intelligentes Energiemanagement. Neben der Hauptfunktion „bedarfsgerechte Batterienachladung“ erfüllen hochentwickelte Exemplare eine weitere Funktion: Sobald von Zusatzverbrauchern wie Lichtmaschine und Kompressor keine Maximalleistung angefordert wird, wird deren Betrieb von teuren Zeiten in solche verschoben, in denen Energie ungleich preiswerter zur Verfügung steht. Am billigsten ist diese während des Betriebs der Motorbremse. Hier steht Energie sozusagen als Abfallprodukt zur Verfügung. Der Motor soll maximal abgebremst werden ohne Werkstattkosten für Bremsenverschleiß zu verursachen oder gar die Bremsflüssigkeit zum Sieden zu bringen. Stattdessen wird mit dem Energieüberschuss die Batterie nachgeladen sowie der Verdampferkühlkörper bei reduzierter Lüfterleistung mit „Kälte aufgeladen“. Am zweitbilligsten ist Energie bei niedriger Motordrehzahl und hoher Drehmomentabnahme, da hier der Wirkungsgrad von Verbrennungsmotoren maximal ist. Am zweitteuersten ist Energie bei hoher Motordrehzahl und am teuersten während des Leerlaufs, da es hier einzig auf die Erhaltung des selbständigen Verbrennungsmotorlaufs bei minimalem Treibstoffverbrauch ankommt. Hier wird der Energiekonsum von Zusatzverbrauchern zu Gunsten des Gesamtverbrauchs nach Möglichkeit reduziert oder ganz unterbunden. Zusatzverbraucher benötigen für deren Anpassung an diese Wechsel der Betriebsarten eine gewisse Verzögerungszeit.
Bei Elektro- und Hybrid-Fahrzeugen und Fahrzeugen mit ausgeprägter Start-Stopp-Automatik werden in der Regel elektrisch angetriebene Kompressoren eingesetzt.

##### Kraftstoffmehrverbrauch
Die Verdichtung des Kältemittelgases benötigt Leistung. Der Betrieb des Klimakompressors erhöht daher den Arbeitswiderstand des Motors und somit auch den Verbrauch. Rund 10 bis 15 Newtonmeter werden dafür häufig benötigt. Der Mehrverbrauch ist von der Geschwindigkeit weitgehend unabhängig und liegt bei sachgemäßer, nicht verbrauchsoptimierter Benutzung bei in Deutschland üblichen Außentemperaturen zwischen 0,2 und 0,5 l pro Stunde. Der rechnerische Mehrverbrauch pro gefahrenen Kilometer ist damit von der benötigten Zeit abhängig, der prozentuale Mehrverbrauch zusätzlich vom Durchschnittsverbrauch.
Verschiedene Verbraucherschutzorganisationen plädieren dafür, den Mehrverbrauch durch die Klimaanlage in den Fahrzeugdaten mit auszuweisen.

##### Verbrauchsoptimierte Benutzung von Fahrzeugklimaanlagen
Klimaanlagen verursachen Betriebskosten für Kraftstoff und Werkstattkosten vor allem für Kühlmittelersatz und Verdichterwellenverschleiß.
Beim Parken sollte ein Platz bevorzugt werden, der vor dem beabsichtigten Fahrtantritt einige Zeit im Schatten liegt. Einmal aufgestaute Hitze im Fahrzeug sollte zunächst über offene Türen und Fenster entlassen werden. Das kann auch durch das Luftgebläse erfolgen, integrierte Standheizungen nennen diese Möglichkeit auch „Standlüftung“. Erst danach sollte die Klimaanlage eingeschaltet werden. Moderne Klimaautomatiken können einige dieser Schritte automatisch übernehmen („Spülbetrieb“).
Im Sommer sollten die Luftauslässe vorzugsweise dorthin gerichtet werden, wo die Kühle zuerst und am intensivsten wahrgenommen wird, also (je nach gesundheitlicher Verträglichkeit) vorzugsweise auf Gesicht, Hals, Achseln, Arme oder Oberkörper der anwesenden Insassen. Gegebenenfalls können Luftauslässe für nicht belegte Sitzplätze verschlossen werden.
Die Solltemperatur sollte nicht zu gering sein, empfohlen wird meist nicht mehr als 5 °C unterhalb der Außentemperatur, so dass der Luftstrom nur dezent kühl, auf keinen Fall jedoch unangenehm kalt oder gar frostig erscheint.
Während des Betriebs sollten weder Fenster noch Schiebedach oder gar Verdeck bzw. Hardtop offen sein, da sonst warme „Falschluft“ eindringen würde. Türen sind, wie beim Kühlschrank, möglichst selten und nur kurz zu öffnen.
Ein Umluftbetrieb kann das Zusetzen des Pollenfilters zwar hinauszögern, allerdings nicht verhindern. Ein regelmäßiger Wechsel ist immer notwendig. Bereits vorgekühlte Innenluft kann mit geringerem Energieeinsatz auf die Auslasstemperatur gekühlt werden als warme Außenluft.

##### Fehlbedienung durch fehlangepasste Einstellung
Wird eine sehr niedrige Sollkabinentemperatur (z. B. 16 °C) und nur schwacher Luftstrom eingestellt, wird nicht nur die Kabine, sondern unverhältnismäßig stark auch der Raum hinter dem Armaturenbrett gekühlt. Dabei kühlt sich der Verdampfer im Gebläsekasten stark ab, ohne dass diese Kälte angemessen in die Kabine befördert wird. Die Kälte wirkt stattdessen durch Wärmeleitung und Konvektion auf die benachbarten Bauelemente, den Motorraum sowie nach außen. Diese Einstellung führt zu erhöhtem Treibstoffverbrauch und Lagerverschleiß trotz nur mäßiger Kühlleistung in der Kabine.

##### Fehlbedienung durch langfristig abgeschaltete Klimaanlage
Viele Nutzer glauben, mit einer ständig abgeschalteten Klimaanlage Betriebskosten sparen zu können (Kälte über Kompressor und Motor aus Kraftstoff). Langfristig führt die Nichtbenutzung zu Schäden an der Anlage: Der Klimaanlagenkompressor wird auch bei abgeschalteter Anlage per Riemen vom Verbrennungsmotor angetrieben und lediglich drucklos gehalten. Ist die Anlage nun nie aktiv, können die Lager der Verdichterwelle zu wenig Schmierung erhalten, dadurch langfristig undicht werden und dann ständig Kältemittel verlieren. Anschließende Abdichtung und Kühlmittelnachfüllung sind sehr teuer. Auch im Winter sollte die Klimaanlage daher nicht ständig abgeschaltet bleiben. Stattdessen empfiehlt sich die Einstellung einer Solltemperatur, die über der gemessenen Außentemperatur liegt. Dabei wird die Steuerung zunächst ebenfalls keine Kälte anfordern und den Kompressor vorwiegend ohne Mehrverbrauch leer mitlaufen lassen. Da die Anlage nicht fest abgeschaltet ist, sollte die Steuerung zur Niedrighaltung der Pannenquote geeignete Gegenmaßnahmen wie z. B. einen entsprechenden „Pumpenkick“ veranlassen. Dabei wird in erforderlichen Mindestintervallen kurzzeitig Kälte angefordert, um die Verdichterwellenlager zu schmieren.
Bei Klimaanlagenkompressoren mit Magnetkupplung wird der Kompressor bei Nichtnutzung der Klimaanlage vom Riementrieb getrennt, er läuft dadurch nicht dauernd mit, was Verschleiß und Energieverbrauch mindert. Die langzeitige Nichtnutzung der Klimaanlage kann hier aber zur Versprödung von Membranen führen.

##### Fehlbedienung durch langfristig abgeschaltete Lüftung
Eine ständig abgeschaltete Lüftung kann Betriebskosten sparen (Batteriestrom über Lichtmaschine aus Kraftstoff). Langfristig können jedoch Probleme entstehen: Alle Luftschächte des Gebläsekastens einschließlich Verdampferlamellen werden dann langfristig nicht mehr mit Luft gespült und unterliegen dauerhaft einem ähnlichen Temperaturverlauf wie außen. Dadurch kann im Lüftungskreislauf ein potenzieller Nährboden mit lange verfügbarer Wachstumszeit für z. B. Pilzbefall entstehen. Schon bei einmaliger Wiederinbetriebnahme (ggf. auch des Nachbesitzers) können somit Gesundheitsgefährdungen auftreten. Das Stichwort für lebenslang funktionierende Lüftungs- und Klimasysteme lautet, neben der Inbetriebnahme, regelmäßige Hygiene. Dabei sind das stete Entfernen von Blättern und Schmutz im Ansaugbereich unter der Windschutzscheibe, als auch das regelmäßige Säubern im Fahrzeuginnenraum sinnvoll, um die Bildung von Keimen und Bakterien im Klimaanlagen-System zu reduzieren. Reinigung oder Austausch hinter dem Armaturenbrett sowie der Wiedereinbau sind arbeitszeitintensiv.

### Wirkung

#### Komfort und Sicherheit
Ehemals als verzichtbarer Luxus abgetan, erlebten Kfz-Klimaanlagen in Deutschland ab den 1980er Jahren einen regelrechten Boom. Dies wurde auch durch aerodynamisch optimierte Karosserien bzw. größere Verglasung gefördert: Schräg stehende Windschutz- und Seitenscheiben führen zu einer beschleunigten Innenraumaufheizung bei Sonnenstrahlung. Durch Klimaanlagen wird häufig ein gesteigerter Komfort empfunden; auch kann bei hohen Temperaturen die Konzentration des Fahrers erheblich abnehmen.
Kleinere Wasserlachen unter dem Fahrzeug beim Parken sind auf die der gekühlten Luft durch Absenken des Taupunkts anfallende Luftfeuchtigkeit in Form von Wasser sowie bei vereistem Verdampfer auf das „Abtauen“ des Verdampfers der Klimaanlage zurückzuführen.
Heute gehört die Klimaanlage im Pkw oft zur Standardausstattung und sorgt nicht nur für kühle, sondern auch für saubere Luft im Innenraum durch einen entsprechenden Filter. Gereinigt wird die Luft mittels eines Kabinenluftfilters, auch bekannt unter den Bezeichnungen Pollen- oder Innenraumfilter. Dadurch werden Passagiere vor Pollen, Dieselruß, Feinstaub, Ozon und anderen Reizgasen geschützt. Denn die Außenluft soll nur bestmöglich gefiltert in den Innenraum abgeben werden. Grundlegend notwendig ist es dafür den sogenannten Pollenfilter einmal, besser zweimal im Jahr zu tauschen. Durch ihn zirkuliert immerhin die gesamte Fahrzeug-Innenraumluft und zwar bevor diese auf den Klimaanlagen-Verdampfer trifft. Erst recht in überladenen, langzeit-genutzten Filtern entwickeln sich Partikelgrößen, die unterhalb der Filterleistung liegen. Die Zerfallspartikel von Mikroorganismen, Pollen, Keimen und Bakterien werden über die Filter-Reinluftseite direkt an das feuchte Oberflächen-Milieu des Klimaanlagen-Verdampfers abgegeben. Deshalb sollte der Klimaanlagen-Verdampfer einmal jährlich professionell gereinigt werden. In bestimmten Fahrzeugklassen gilt heute bei einem Gebrauchtfahrzeug ein Fehlen der Klimaanlage als stark wertmindernd.

#### Erkrankungen durch Betrieb von Klimaanlagen

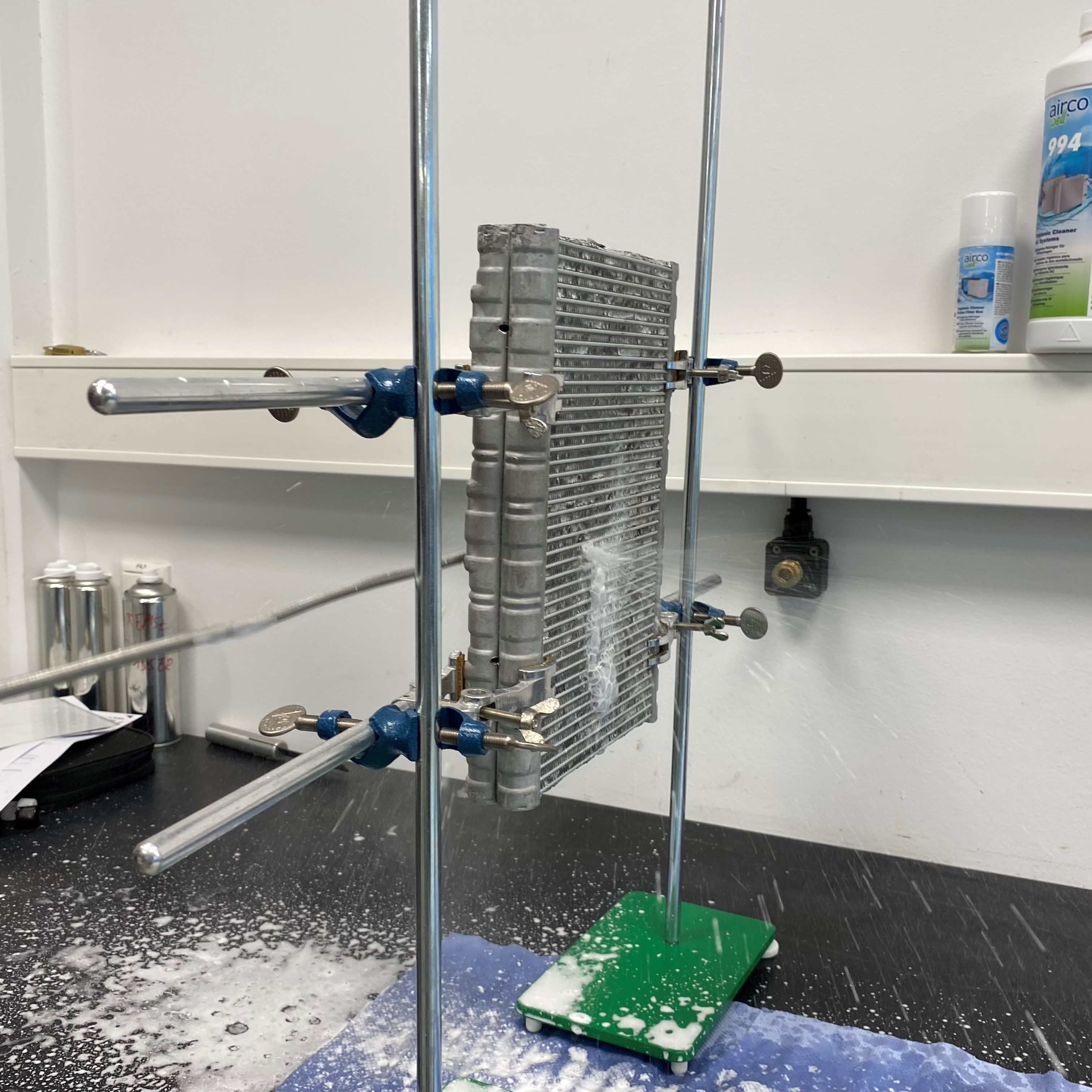
KFZ Verdampfer wird mit Sonde und Reinigungslösung durchspült. Chemisch/mechanische Klimaanlagen-Reinigung nach Stand der Technik (VDI)

Bisweilen ist die Rede davon, dass Passagiere der Meinung sind, sich durch den Betrieb einer Klimaanlage im Fahrzeug eine Erkältung zugezogen zu haben. Die traditionelle und immer noch weit verbreitete Annahme, Erkältungen würden regelmäßig allein durch Kälte – im wissenschaftlichen Sinne von Wärmeentzug als pathophysiologischer Mechanismus – beziehungsweise Kälteverursacher oder -formen wie beispielsweise Zugluft, Nässe oder Unterkühlung verursacht, ist nicht korrekt. Beim Betrieb einer Klimaanlage wird meist der einströmenden Luft Feuchtigkeit entzogen. Daher neigen die Schleimhäute im Hals-Nasen- und Rachenraum eher dazu, auszutrocknen. Auf den ausgetrockneten Schleimhäuten können sich leichter Bakterien ansiedeln, die einen viralen Infekt begünstigen können. Daher sollte man bei klimatisierten Fahrzeugen auf ausreichende Flüssigkeitszufuhr achten. Weiter herrscht zwischen den engen Lamellen des Verdampfers ein kontinuierlich feuchtes Milieu in dem sich Verunreinigungen ansammeln und eine mikrobiologische Besiedelung ständig voranschreitet. Das sind ideale Bedingungen zur Bildung eines Nährbodens für Schimmelpilze, Keime und Bakterien. Vom Verdampfer aus wird die kühltechnisch konditionierte Luft direkt – also ungefiltert – in das Belüftungs-System des Fahrzeugs eingespeist. Den Weg über den mit Biofilmen besiedelten Verdampfer nimmt die Innenraumluft auch dann, wenn die Kühlfunktion nicht aktiv ist. Damit wird die Klimaanlage zur dauerhaften Dreckschleuder. Die Zuluft aus dem Lüftungssystem wird so für alle Insassen zu einer schleichenden und immer konzentrierteren Gesundheitsbelastung. Der Verdampfer ist für die Reduktion von Keimen, Allergenen und aller Arten von Biowachstum das zentrale Bauteil für die Anwendung zwingender Hygiene-Maßnahmen zum Schutz alle Autofahrenden. Neusten Erkenntnissen zufolge ist eine regelmäßige hygienische Reinigung nach dem aktuellen Stand der Technik (DIN 1946-3 bzw. VDI 6032) und ein Filtertausch im Rahmen der Wartung einer Klimaanlage empfehlenswert.

### Wartung, Reinigung und Nachrüstung

#### Klimawartung

Hang-on-Klimaanlage: Aftermarket-System aus den 1970er Jahren, das unter dem Armaturenbrett verbaut wird.

Klimaanlagen im Auto müssen nicht wartungsfrei sein. Kälteanlagen in Kraftfahrzeugen weisen Kältemittelverluste auf, die durch den Einbau „offener Verdichter“ hervorgerufen werden. Normalerweise sind die Verluste über die Lebenszeit zu gering und haben keine Auswirkung. Die Verluste werden in erster Linie durch undichte Verdichterwellenabdichtungen verursacht. Begünstigt werden die Undichtheiten, wenn der Verdichter im Winter nicht eingeschaltet wird und der Wellenabdichtung kein Öl zugeführt wird. Hinzu kommen mögliche Undichtheiten an lösbaren Verbindungen, die durch Vibrationen (Motor und Straße) verursacht werden können. Die Anlage sollte etwa alle zwei bis vier Jahre auf etwaige Verluste an Kältemittel überprüft werden; spätestens aber, wenn die Kühlleistung nachlässt. Beim Öffnen der Anlage empfiehlt sich der Tausch des Trocknerfilters.
Kühlmittelschwund kann auch als Indikator für den Verdichterwellenverschleiß genutzt werden. Ersetzte Kältemittelmengen sollten grundsätzlich im Serviceheft protokolliert werden. Die Überschreitung kumulierter Grenzmengen legt vor weiterem Nachfüllen eine Abdichtung nahe (meist Neulagerung oder Austausch des Kompressors).
Haushaltskühl- und Gefriergeräte unterscheiden sich von Fahrzeugklimaanlagen in folgenden Punkten: Der Kompressor läuft ohne „Winterleerlauf“, also regelmäßig bei Kälteanforderungen. Die Einzelkomponenten sind kompakt und relativ gut zugänglich verbaut. Sie sind nicht mit einem weiteren teuren Gebrauchsgegenstand (hier: dem Fahrzeug) fest verbunden. Da Abdichtung und Nachfüllen des separaten Geräts weitaus teurer als ein Neukauf sind, gilt Kühlmittelschwund hier als wirtschaftlicher Totalschaden.

#### Kontrolle für die Raumlufthygiene
Die Bildung von Biowachstum im Klimaanlagen-System lässt sich immer nur zeitlich begrenzt reduzieren. Hygiene-Maßnahmen sollten regelmäßig angewendet werden. Eine Übersicht zur hygienischen Instandhaltung von Kfz-Klimaanlagen nach dem Stand der Technik gibt die VDI 6032 des Vereins Deutscher Ingenieure (VDI). Zu einer regelmäßigen, fachgerechten Hygiene-Kontrolle des Klimaanlagen-Systems eines Fahrzeugs gehören ein Check der Abflussleitungen für das Kondenswasser, eine jährliche Reinigung des Klimaanlagen-Verdampfers und der Wechsel des Innenraum-Luftfilters (Pollenfilter). Insbesondere der ungehinderte Ablauf des Kondenswassers des Klimaanlagen-Verdampfers ist sicherzustellen, da ansonsten die Feuchtigkeit innerhalb der Anlage verbleibt und unkontrollierte Nester für biologische Besiedelungen entstehen.
Aufgrund der physikalischen Rahmenbedingungen, also der zwangsweisen Abscheidung von Kondenswasser, kommt Klimaanlagen-Verdampfern in Kraftfahrzeugen eine sehr wichtige Gesundheits- und Hygiene-Funktion zu. Eine regelmäßige Reinigung des Klimaanlagen-Verdampfers muss deshalb sicherstellen: Dass die biologische Besiedelung der Oberfläche unterbrochen wird und dass die teils toxischen Zerfallsprodukte von Bakterien (Endotoxine), oder Stoffwechselprodukte von Schimmelpilzen (Mykotoxine) sicher aus dem Lamellen-System abtransportiert werden.

#### Hygienische Klimaanlagen-Reinigung

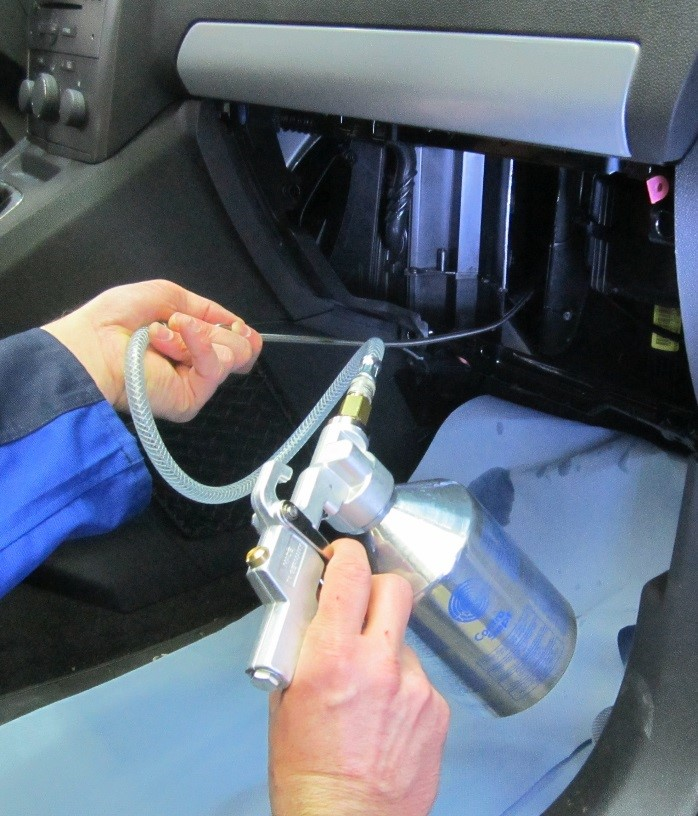
Reinigung einer Fahrzeugklimaanlage

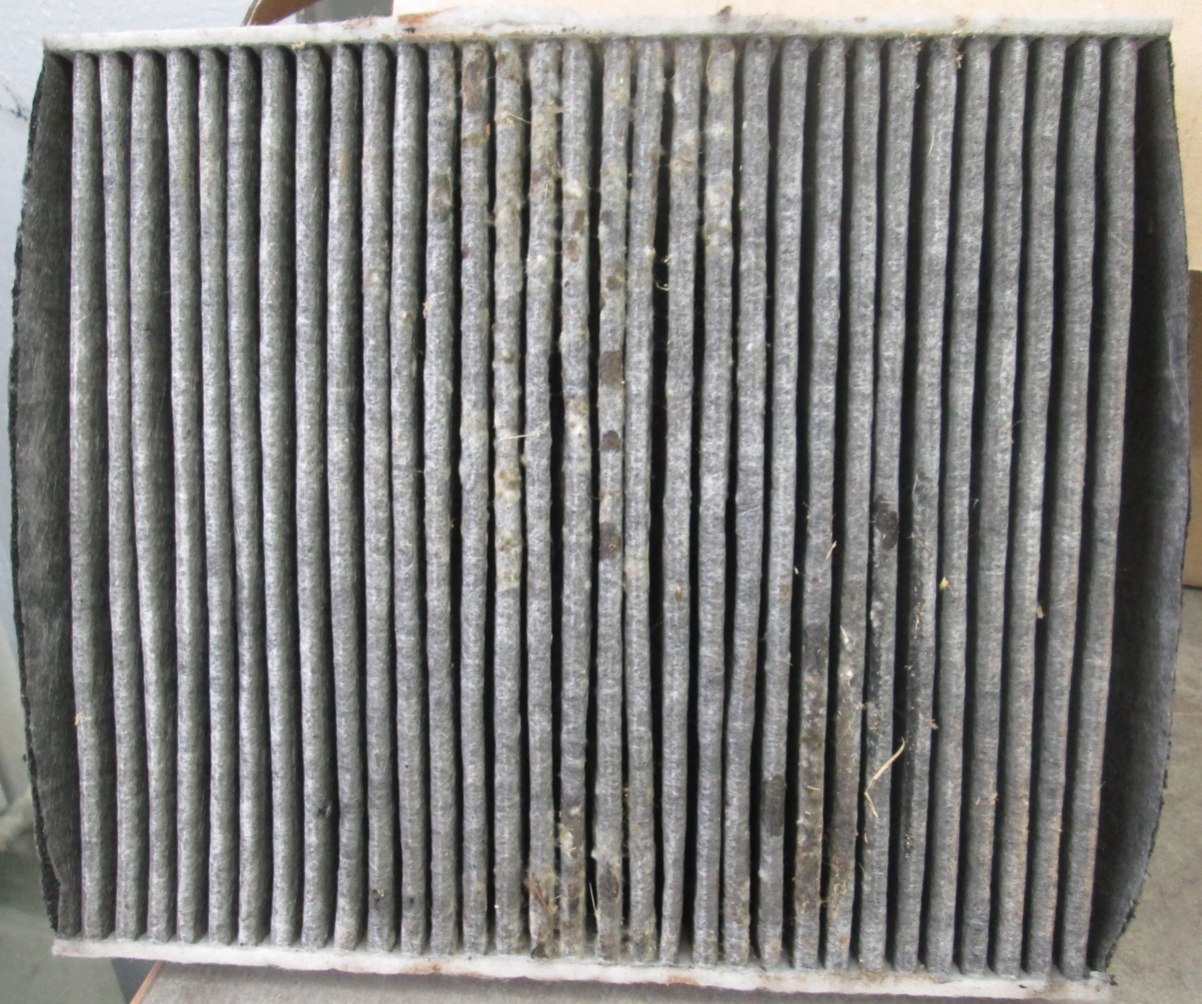
Zu spät getauschter (Kabinen)Luft-/ Pollenfilter

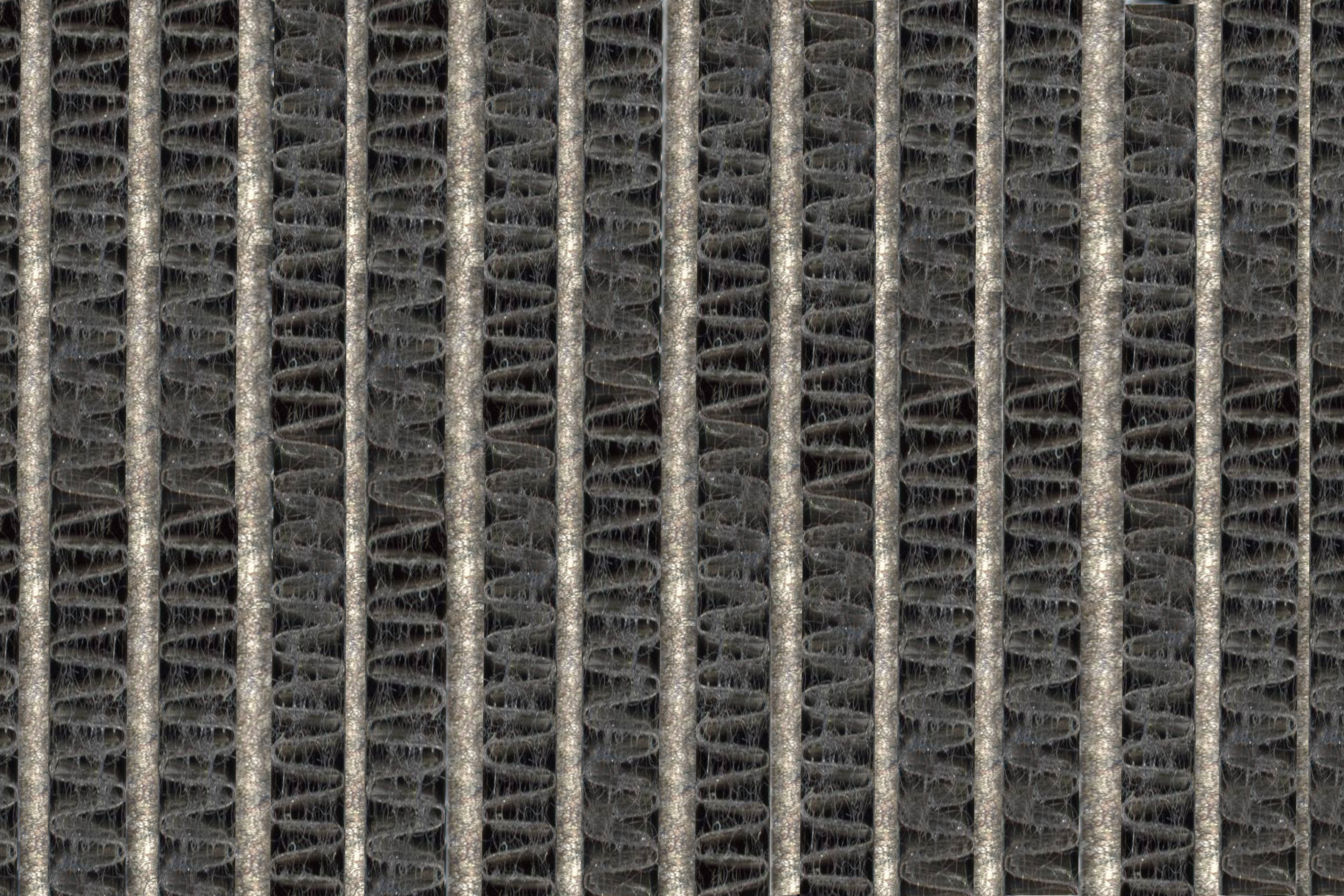
Biowachstum zwischen den Lamellen eines ungereinigten Klimaanlagen-Verdampfers.

Die Notwendigkeit der hygienischen Reinigung von Lüftungsanlagen in Fahrzeugen in regelmäßigen Intervallen ist nicht nur logisch nachvollziehbar, sondern wird durch die DIN-Norm DIN 1946-3 und die VDI 6032 beschrieben. Allein beim – für den Austausch notwendigen – Herausziehen des Pollenfilters aus der Filterbox lösen sich von der Filteroberfläche Partikel, wie z. B. Stäube, (Tier)Haare und/oder Pilzbewuchs, Hautschuppen und verbleiben am Pollenfilter-Schacht und an den umgebenden Wandungen. Damit wird die Klimaanlage schnell zur Dreck- und Keimschleuder. Der bloße Austausch des Luftfilters einer RLT-Anlage im Rahmen der Inspektion reicht allein nicht aus. Es müssen sowohl die Pollenfilterbox fachmännisch gereinigt, sowie spätestens alle 24 Monate zusätzlich eine hygienische und effektive Durchspülung des Klimaanlagen-Verdampfers mit Reinigern ohne Duftstoffe (Allergieauslöser) durchgeführt werden. Damit werden bei einer professionellen Klimaanlagen-Reinigung nach dem aktuellen Stand der Technik Schimmelpilze, Keime, Bakterien sowie weitere Geruchsbildenden Substanzen oder Ablagerungen am Ort der Entstehung im wahrsten Sinne des Wortes weggespült. Nur so kann die geforderte Raumluft-Hygiene im Fahrzeug und damit die Sicherheit aller Insassen sowie eine gesunde Luft gewährleistet werden. 
Hierbei ist auch die Wahl der zugelassenen Reinigungsmittel und Methoden entscheidend. Diese wurden ebenfalls in der VDI 6032 zur Klimaanlagen-Reinigung eindeutig beschrieben. Bei dieser Methode wird der Klima-Verdampfer mit einer Reinigungsflüssigkeit, eingebracht durch eine Sonde, komplett durchspült und damit restlos gereinigt. Der Verdampfer ist danach so sauber wie ein neues Bauteil und komplett befreit von Ablagerungen oder Nährboden bildenden Substanzen. Nur die Kombination aus mechanischer Reinigung und einem Reinigungsmittel sorgt für funktionierende Ergebnisse. Sowohl der Fahrer als auch alle Beifahrer werden indessen einem unsichtbaren Gesundheitsrisiko ausgesetzt. „Um eine gesundheitlich zuträgliche Zuluftqualität zu erreichen, muss die AC-Anlage in regelmäßigen Intervallen .. professionell .. gereinigt werden.“

##### Herausforderungen an Luft- bzw. Pollenfilter
Nicht regelmäßig (ein- bis zweimal im Jahr) oder nach zu langem Abstand getauschte Pollenfilter sehen oft wie abgebildet aus und sind ein Keimherd, insbesondere für Schimmelpilze. Bleibt man wortwörtlich beim Wort Pollen, so zersetzen sich diese innerhalb der anschließenden 12 Wochen innerhalb des Filters. Dieser Zersetzungsprozess der Polle gibt deren eigentliches Allergen frei. Hochproblematisch ist in diesem Zusammenhang, dass die Allergene der Pollen Partikelgrößen haben, die vom Pollenfilter nicht zurückgehalten werden können. Der Luftstrom durch den Pollenfilter in Richtung Fahrzeuginnenraum leitet also, bei zu langem Verbleib, kontraproduktiv eine zunehmend schlechter werdende Luftqualität in das Fahrzeuginnere. Durch ihn zirkuliert immerhin die gesamte Fahrzeug-Innenraumluft und zwar bevor diese auf den Klimaanlagen-Verdampfer trifft. Erst recht in überladenen, langzeit-genutzten Filtern entwickeln sich Partikelgrößen, die unterhalb der Filterleistung liegen. Die Zerfallspartikel von Mikroorganismen, Pollen, Keimen und Bakterien werden über die Filter-Reinluftseite direkt an das feuchte Oberflächen-Millieu des Klimaanlagen-Verdampfers abgegeben. Deshalb sollte auch der Klimaanlagen-Verdampfer einmal jährlich professionell gereinigt werden.

##### Herausforderungen an Klimaanlagen-Verdampfer
Ebenso verhält es sich mit einem nicht regelmäßig fachmännisch gereinigten Klimaanlagen-Verdampfer. Auch an dessen Oberfläche setzen sich Bakterien ab und führen durch die kontinuierliche Feuchtigkeit des Bauteils zu einem immer stärker zunehmenden Biowachstum. Hygienische Probleme treten außerdem auf, wenn der Verdampfer falsch gereinigt oder mit ungeeigneten Reinigungsmitteln behandelt wurde. Zu scharfe Reinigungsmittel zerstören oder beschädigen die Schutzbeschichtung der Lamellenstruktur des Klimaanlagen-Verdampfers. Dadurch verändern sich die Abtropfwinkel des Kondenswassers und/oder es erhöht sich das Abflussvolumen der Kondenswassermenge am Verdampfer. Das Resultat ist fehlgeleitetes bakteriell belastetes Kondenswasser, das sich an unkalkulierten Stellen innerhalb der Fahrzeug-Klimaanlage ansammelt.
Aktuell muss der Fahrzeuginhaber noch persönlich dafür sorgen, dass die Werkstatt eine hygienische Klimaanlagenreinigung im Rahmen der Inspektion bzw. beim anstehenden Luftfilter-Wechsel mit einer in der VDI 6032 empfohlenen chemisch-mechanischen Methode vornimmt. Da die beschriebene eher aufwändige, aber einzig nachhaltig funktionierende Methode sich im tagtäglichen Werkstattumfeld noch nicht etabliert hat, ist aktuell der Einsatz von sogenannten Klickdosen sehr beliebt. Nicht zuletzt, weil sie dem Anschein nach mit dem Zusatz „Klimaanlagen Reiniger“ bedruckt sind. Der gesamte Inhalt dieser Dosen wird mehrheitlich wahllos im Fahrzeug verteilt und setzt sich dort nieder. Der Teil, der tatsächlich vom Lüftungssystem über die Umluft angesaugt werden konnte, landet auf dem Innenraum-Luft-Filter. An den Verdampfer gelangt bei dieser Methode nichts. Mit den Klickdosen werden also nur Duftstoffe und Aromen im Fahrzeug verteilt. Nur die Kombination aus mechanischer Druckspülung und einem geeigneten Reinigungsmittel direkt am Verdampfer führt zum gewünschten Ergebnis mit Erfolg.

#### Defekten Verdampfer austauschen / nachträglicher Einbau

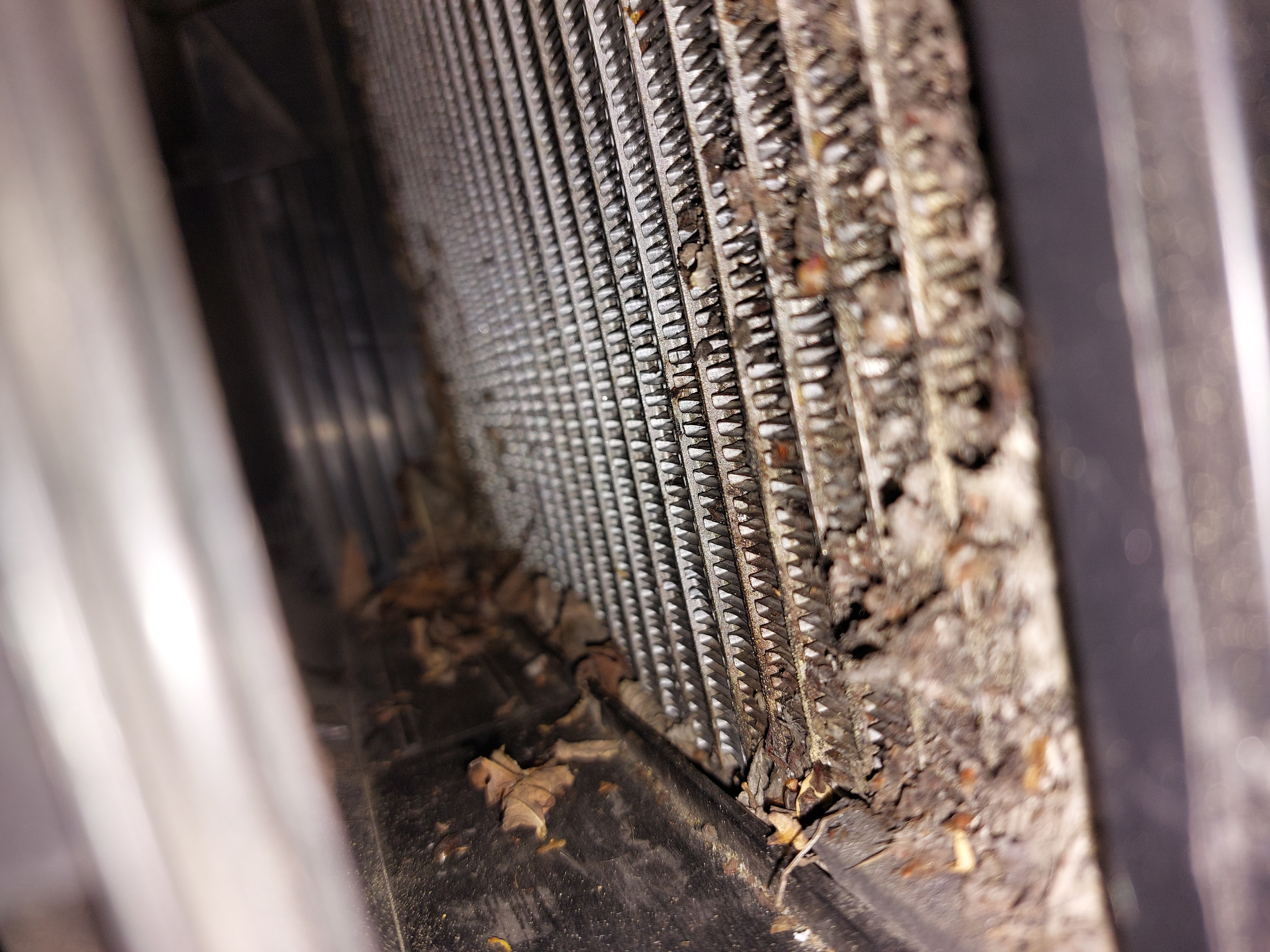
Aufgrund von fehlendem Dichtsitzt oder falsch eingebautem Pollenfilter wurde die Verdampfer-Oberfläche mit Schmutz beladen.

Um den Klimaanlagen-Verdampfer zu schützen, bedarf es einer jährlichen hygienischen Reinigung entsprechend den technischen Empfehlungen der VDI 6032 für ein langes Leben der Klimaanlage. Diese beinhaltet auch den fachgerechten Austausch des Pollenfilters. Gefolgt von der vorgeschriebenen Durchspülung des Verdampfers, um diesen von Ablagerungen und Schmutzpartikeln, wie Schimmel, Keinem und Bakterien vollständig zu befreien.
In äußerst seltenen Fällen muss der Verdampfer gewechselt werden. Zumeist ist das allerdings dann der Fall, wenn das Bauteil undicht geworden ist, Kältemittel austritt oder wenn aufgrund von falscher oder nicht regelmäßiger Wartung und Reinigung Schäden am Verdampfer oder dessen Lamellen entstanden sind.
Da der Verdampfer direkt hinter dem Armaturenbrett verbaut ist, muss für den Wechsel auch mit sehr hohen Kosten gerechnet werden. Diese Arbeit kann ausschließlich in einer Autowerkstatt vorgenommen werden.
Klimaanlagen können auch nachgerüstet werden. Der Aufwand dafür ist jedoch oft erheblich, da meist das Armaturenbrett ausgebaut werden muss, um den Verdampfer installieren zu können. Der Einsatz von FCKW-Kältemitteln wie R12 (Freon) ist seit langem verboten. Stand der Technik ist die Verwendung des fluorierten Kohlenwasserstoffes R134a. Zum Austausch von R12 in alten Klimaanlagen eignet sich das Gemisch R413a, welches nur zu 88 % aus R134a besteht, im Gegensatz zu R134a aber ähnliche Fließ- und Schmier-Eigenschaften wie R12 aufweist.

### Kältemittel

#### Allgemeines
Die Auswahl geeigneter Kältemittel zur Fahrzeugklimatisierung aus der zur Verfügung stehenden breiten Palette ist relativ gering. So muss bei extremen Umgebungsbedingungen (bis ca. 90 °C) das Kältemittel noch sicher verflüssigt werden können, was eine hohe spezifische Wärmekapazität des Kältemittels erfordert. Zugleich sollen die Drücke dabei auf einem niedrigen, beherrschbaren Niveau liegen und das Kältemittel, ähnlich wie Öl, mit den meisten im Automobilbau favorisierten Werkstoffen kompatibel sein. Außerdem erfordert die Schwingungsabkopplung vom sich bewegenden Motor immer noch flexible Schlauchverbindungen, die für das Kältemittel undurchlässig sein müssen und von diesem nicht angegriffen werden.

#### In Fahrzeugen verwendete Kältemittel
Bis zur Jahrtausendwende war ausschließlich das Kältemittel R12 in der Anwendung, was aber wegen seines hohen Zerstörpotentiales gegenüber der Ozonschicht in allen Anwendungen verboten wurde.
Als Nachfolger wurde R134a gewählt. Im Jahr 2006 wurde von der EU die MAC-Directive (2006/40/EG) erlassen, welche den Einsatz von Fluorkohlenwasserstoffen mit einem Treibhauspotenzial (GWP-Wert) größer 150 in Klimaanlagen neu zugelassener Fahrzeugtypen ab 31. Dezember 2011 und in allen neuzugelassen Fahrzeugen ab 31. Dezember 2016 verbietet (Phase-Out-Zeitfenster). R134a verfügt über einen GWP-Wert von 1430.
Als Ersatz wurde zunächst Kohlendioxid (Kältemittel-Bezeichnung R744) diskutiert. Es hat mit einem GWP-Wert von 1 ein vielfach geringeres Treibhauspotenzial als herkömmliche Kältemittel und trägt nicht zum Abbau der Ozonschicht bei. Zudem zeigte es bei Testfahrten in fast allen Fällen eine höhere Energieeffizienz als R134a. Die Entscheidung für CO2 (R744) wurde auf der sogenannten „grünen“ IAA 2007 vom Verbandspräsident der Automobilindustrie (VDA), Matthias Wissmann, als gemeinschaftliches Ergebnis bekanntgegeben. Manche Autohersteller warben für das gefährlichere 2,3,3,3-Tetrafluorpropen – ASHRAE Bezeichnung R1234yf – (Handelsname z. B. Solstice), da sich dieses auch in den bisherigen Klimaanlagen verwenden lässt. Im weiteren zeitlichen Verlauf wendeten sich fast alle Hersteller von CO2 als Kältemittel ab, da die Neuentwicklung von CO2-tauglichen Klimaanlagen deutlich teurer als der Umstieg auf R1234yf ist. R1234yf ist relativ klimafreundlich (GWP-Wert 4), aber brennbar und wird weltweit nur von den US-Herstellern (DuPont und Honeywell) produziert. Beim Abbau in der Atmosphäre entsteht, wie bei fast allen synthetischen Kältemitteln der vierten Generation, die auch Hydrofluorolefine (HFO) genannt werden, Trifluoressigsäure. Einmal entstanden, ist Trifluoressigsäure in der Umwelt praktisch nicht mehr abbaubar (persistent). Im Brandfall entsteht Fluorwasserstoff (HF) das mit Wasser zur giftigen und ätzenden Flusssäure reagiert. Trotz des bestehenden Verbotes hatte die EU-Kommission eine Ausnahmeregelung erlassen, die den weiteren Einsatz von R134a bei neuen Fahrzeugtypen bis längstens 31. Dezember 2012 gestattete. Der Grund dafür bestand im eklatanten Lieferverzug der beiden Haupthersteller.
Im Oktober 2015 gab Daimler bekannt, ab Ende 2016 Modelle der S-Klasse und E-Klasse als erste Serienfahrzeuge mit CO2-Klimaanlagen ausliefern zu wollen. Fahrzeuge der anderen Baureihen hat der Konzern zum 1. Januar 2017 zunächst auf R1234yf, gegebenenfalls unter Berücksichtigung zusätzlicher Sicherheitsmaßnahmen, umgestellt, damit diese gesetzeskonform sind. Das Mercedes-Benz S-Klasse Coupé ist seit Ende 2016 als weltweit erstes Serienfahrzeug mit einer R744-Klimaanlage ausgerüstet, weitere Fahrzeuge sollen 2017 folgen. Kundenreklamationen und hohe Kosten führten jedoch dazu, dass zwei Jahre später CO2-Klimaanlagen wieder aus dem Programm von Mercedes-Benz-Modellen genommen wurden.
In Elektroautos findet sich CO2 als Kältemittel beispielsweise in VWs ID.3 und ID.4 wieder.
Seit dem 1. Januar 2017 sind in der Europäischen Union Kältemittel mit einem Treibhauspotenzial über 150 in allen neuen Fahrzeugen verboten. R1234yf wird aktuell von nahezu allen Fahrzeugherstellern eingesetzt.
Mit Luft als Kältemittel arbeitet der einfach aufgebaute Schukey-Motor.

#### Kontroverse um R1234yf und Vertragsverletzungsverfahren gegen Deutschland
Im September 2012 gab Mercedes bekannt, das Kältemittel R1234yf aufgrund seiner Entzündbarkeit nicht weiter verwenden zu wollen. Bereits damit befüllte Fahrzeuge wurden in die Werkstätten zurückgerufen und die Füllung gegen R134a ausgetauscht. Bei Unfalltests hatte sich R1234yf an heißen Stellen im Motorraum entzündet und die Testfahrzeuge in Brand gesetzt.
In den Folgejahren wurden Neuwagen der Daimler AG und teilweise auch anderer Hersteller weiterhin mit dem alten Kältemittel R134a ausgeliefert.
Im Anschluss an ein mehrmonatiges Pilotverfahren hat die EU am 23. Januar 2014 ein Vertragsverletzungsverfahren gegen Deutschland eingeleitet, weil das Rückbefüllen eines mit neuem Kältemittel R1234yf genehmigten Fahrzeug auf das alte Kältemittel R134a genauso rechtswidrig ist, wie die Aufnahme neuer Fahrzeuge als Erweiterung in alte bestehende Fahrzeugtypgenehmigungen. Das Vertragsverletzungsverfahren ist im ersten Schritt die Folge des Vorgehens Deutschlands im Zusammenhang mit verschiedensten Fahrzeugtypgenehmigungen der Firma Daimler. Weitere Fälle auch in anderen Mitgliedsstaaten (z. B. Vereinigtes Königreich, Belgien und Luxemburg) werden seitens der EU ebenfalls untersucht.
Am 25. September 2014 hat die EU den zweiten Schritt des Vertragsverletzungsverfahrens gegen Deutschland eingeleitet.
Am 4. Oktober 2018 verurteilte der Europäische Gerichtshof Deutschland wegen des zu nachlässigen Umgangs mit der Autoindustrie, ohne allerdings eine Strafe festzusetzen. Die Bundesregierung habe nicht rechtzeitig dafür gesorgt, dass das klimaschädliche Treibhausgas R134a bei über 133.000 Fahrzeugen des Herstellers Daimler ausgemustert wird, so das Gericht. Das Kraftfahrt-Bundesamt hatte die Umrüstung erst mehr als zwei Jahre nach Ablauf der Frist angeordnet.

## Flugzeuge
Passagierflugzeuge haben, seitdem es Strahlflugzeuge gibt, serienmäßig Klimaanlagen eingebaut. Auf Parkposition wird die Klimatisierung durch Klimafahrzeuge extern besorgt, sofern erforderlich.

## Eisenbahnen
Die Klimatisierung von Reisezugwagen war bis in die 1970er Jahre ein besonderes Komfortmerkmal und beispielsweise in Wagen des Trans-Europ-Express oder der erstklassigen IC vorhanden. Seit 1979 kamen bei der DB klimatisierte Wagen auch in der zweiten Wagenklasse standardmäßig zum Einsatz. Heutzutage bedingen die hohen auf Schnellfahrstrecken gefahrenen Geschwindigkeiten, dass die Fenster der Wagen nicht mehr zu öffnen sind, weshalb eine Klimatisierung erforderlich ist. Auch Nahverkehrszüge und S-Bahnen sind in der Regel mit Klimaanlagen ausgestattet. Lediglich ältere Wagen verfügen noch über Fenster zum Öffnen und sind daher häufig nicht klimatisiert.
Wie bei den Reisezugwagen war auch die Klimatisierung des Führerstandes von Triebfahrzeugen lange Zeit unüblich und wurde später zunächst in heißen Regionen der Erde eingesetzt. Heute gehören Klimaanlagen im Führerstand und in Fahrgastbereichen zur Standardausstattung von Triebfahrzeugen.

## Schiffe
In größeren Wasserfahrzeugen werden Windhutzen oder Dorade-Lüfter sowie Klimaanlagen verwendet.